# Fritz Behrendt
Fritz Alfred Behrendt (Berlijn, 17 februari 1925 - Amsterdam, 4 december 2008) was een Nederlands cartoonist van Duits-Joodse afkomst. 

## Leven en werk
Behrendt groeide op in de toenmalige Weimarrepubliek, waar de nazi's in 1933 aan de macht kwamen. Vanwege politieke motieven vluchtte zijn vader in 1936 vanuit nazi-Duitsland naar Nederland. Zijn familie volgde hem in 1937 en ze vestigden zich in Amsterdam. In de oorlogsjaren volgde hij enige tijd de Kunstnijverheidsschool, de huidige Gerrit Rietveld Academie. In 1945 wordt hij wegens "ondermijnende activiteiten" door de Duitse bezetter opgepakt en in het Huis van Bewaring aan de Weteringschans opgesloten.
Als jongeman vatte hij sympathie op voor het communisme en vertrok in 1947 naar Joegoslavië als commandant van een internationale jeugdbrigade om met duizenden jongeren mee te helpen aan de bouw van een spoorlijn van Šamac naar Sarajevo. Daar kreeg hij een uitnodiging om aan de kunstacademie in Zagreb etsen en lithografie te leren. In de zomer van 1949 ging hij naar de DDR om als grafisch ontwerper en illustrator voor de Freie Deutsche Jugend te werken. Hier ontwierp hij de eerste versie van het wapen van de DDR. Op verdenking van "titoïstische activiteiten" werd hij op 9 december van hetzelfde jaar door de Stasi  gearresteerd en een half jaar in isolatie vastgehouden. Na zijn vrijlating op 9 juni 1950 ging hij terug naar Nederland.
Sindsdien keerde hij zich met zijn tekenpen tegen alle vormen van totalitaire dictatuur en bouwde een internationale carrière op als illustrator en cartoonist. Hij begon als freelance tekenaar voor een Duits blad van anti-fascisten en een uitgave van de Partij van de Arbeid. Ook publiceerde hij in Vrij Nederland. Op 6 maart 1953, de dag na Stalins overlijden, plaatste Het Parool een tekening van Fritz Behrendt op de voorpagina. Bij zowel Het Parool als Vrij Nederland was toen L.J. Jordaan in dienst als hoofdtekenaar en daarom stapte hij naar het Algemeen Handelsblad. Na enkele conflicten met de nieuw aangetreden hoofdredacteur H.J.A. Hofland vertrok hij in maart 1968 naar Het Parool. In 1989 beëindigde hij zijn contract met Het Parool en stapte over naar De Telegraaf. 
Naast zijn werk in Nederland publiceerde Fritz Behrendt in een groot aantal buitenlandse kranten en tijdschriften waaronder The New York Times, de Los Angeles Times en TIME Magazine in de Verenigde Staten, de Frankfurter Allgemeine Zeitung, Der Tagesspiegel en Der Spiegel in Duitsland, het Svenska Dagbladet in Zweden, de Berlingske Tidende in Denemarken, de Aftenposten in Noorwegen, De Nieuwe Gazet in België, de Neue Kronen Zeitung in Oostenrijk, Die Weltwoche in Zwitserland, Punch in het Verenigd Koninkrijk, Kathimerini in Griekenland en Maariv in Israël.
Behrendt zag zich wel als een bestrijder van alle ismen van links, centrum en rechts. Door zijn ervaringen in de DDR tekende hij veel over zaken achter het toenmalige IJzeren Gordijn en werd daardoor wel eens een rechtse tekenaar genoemd. 
Hij heeft zich ook veel beziggehouden met slachtoffers van onrecht. Zo was hij onder andere betrokken bij een stichting die zich bezighield met het helpen en onderhouden van de zogeheten "Srebrenica-weduwen".
Fritz Behrendt overleed eind 2008 op 83-jarige leeftijd.

## Onderscheidingen
- 1975 - Officier in de Kroonorde (België)
- 1995 - Officier in de Orde van Oranje-Nassau[3]
- 1996 - Grote Ereteken voor Verdienste voor de Republiek Oostenrijk
- 2000 - United Nations/Ranan Lurie Political Cartoon Award
- 2002 - Ridder in de Orde van de Nederlandse Leeuw[4]
- 2002 - Grote kruis van Verdienste (Duitsland)
- 2006 - Oostenrijkse Erekruis voor Wetenschap en Kunst